# نيكولاس برنولي الأول
نيكولاس برنولي (بالإنجليزية: Nicolaus I Bernoulli)‏ هو عالم رياضيات سويسري وهو واحد من علماء الرياضيات المرموقين من عائلة برنولي.